# Stade du 1er-Novembre-1954 (Tizi-Ouzou)
Pour les articles homonymes, voir Stade du 1er-Novembre-1954.
Le Stade du 1er-Novembre-1954 (en kabyle : Annar n 1 unbir 1954) est un stade de football et d'athlétisme situé à l'est de la ville de Tizi Ouzou, dans la région de la Kabylie.
Il a été inauguré le 12 mars 1978. Il tire son nom de la date de déclenchement de la Guerre d'Algérie.

## Histoire
Il est principalement utilisé pour les matchs de football. Son club résident actuel est la JS Kabylie. Le stade a une capacité de 25 000 spectateurs. Au mois d'avril 2007, le stade a été rénové. Une nouvelle pelouse synthétique de 4e génération a été posée durant l'été 2022 et les vestiaires ont été aussi réaménagés.
Cette infrastructure est composée précisément d’un terrain de jeu de football qui répond aux normes règlementaires de la FIFA et doté d’une pelouse synthétique de type 5e génération.
Deux terrains annexes sont réservés aux compétitions du basketball et du handball. une autre salle réservée à la culture physique et une piscine. Une partie de la tribune du stade de football est couverte.
Un nouveau stade flambant neuf, toujours en construction depuis 2010, qui sera doté d’une pelouse hybride et d’une capacité de 50 766 places. La fin des travaux est prévue pour le début de l’année 2023.
Depuis 2018, une tribune est ouverte aux femmes et aux familles d'une capacité de 300 sièges à côté de la tribune officielle.
Ce fut le stade de la JS Kabylie entre 1978 et 2024.
A partir de 2024, il est réservé aux jeunes catégories et aux féminines.